# Wilhelm Ritzenhoff
Wilhelm Ritzenhoff (Essen, Borbeck, 1878. május 4. – Duisburg, 1954. január 20.) az 1906-os nem hivatalos olimpiai játékokon aranyérmet nyert német kötélhúzó, atléta.
Az 1906. évi nyári olimpiai játékokon indult kötélhúzásban. Ebben a számban aranyérmes lett a német csapattal.
Indult még 4 atlétikai számban: 100 méteres síkfutásban, kődobásban, helyből távolugrásban és ötpróbában. Az atlétikai számok egyikében sem szerzett érmet.